# Hjalmar Karlsson
Ernst Hjalmar Karlsson (Örebro, 1 de marzo de 1906-Ekerö, 2 de abril de 1992) fue un deportista sueco que compitió en vela en la clase 5.5 Metre. Fue padre del también regatista Arne Karlsson.
Participó en los Juegos Olímpicos de Melbourne 1956, obteniendo una medalla de oro en la clase 5.5 Metre.

## Palmarés internacional
| Juegos Olímpicos | Juegos Olímpicos      | Juegos Olímpicos | Juegos Olímpicos |
| Año              | Lugar                 | Medalla          | Clase            |
| ---------------- | --------------------- | ---------------- | ---------------- |
| 1956             | Melbourne (Australia) | Medalla de oro   | 5.5 Metre        |